# Totalpetroleum
Totalpetroleum var en komikergruppe bestående af Jan Monrad, Søren Rislund, Mik Schack og Claus Clement Pedersen. Gruppen hed Totalpetroleum fra 1975 til 1981, hvorefter Monrad & Rislund fortsatte som duo.
Gruppen lavede nummere "Operation Godylorange", der blev inkluderet på Christianiapladen i 1976.

## Album udgivelser
- Totalpetroleum (1975)
- Det vil jeg da skide på (1977)
- A la plage (1979)
- Hej hvor det svinger (1981)